# Serena Ottaviani
Serena Ottaviani (San Severino Marche, 5 de octubre de 2005) es una deportista italiana que compite en gimnasia rítmica, en la modalidad de conjuntos. Ganó una medalla de oro en el Campeonato Europeo de Gimnasia Rítmica de 2025, en la prueba de equipo.

## Palmarés internacional
| Campeonato Europeo | Campeonato Europeo | Campeonato Europeo | Campeonato Europeo |
| Año                | Lugar              | Medalla            | Prueba             |
| ------------------ | ------------------ | ------------------ | ------------------ |
| 2025               | Tallin (Estonia)   | Medalla de oro     | Equipo             |